# Cyphostemma mendesii
Cyphostemma mendesii är en vinväxtart som beskrevs av F.Sousa. Cyphostemma mendesii ingår i släktet Cyphostemma och familjen vinväxter. Inga underarter finns listade i Catalogue of Life.